# Иракская Республика (1958–1968)
Пе́рвая Ира́кская Респу́блика, официальное название Ира́кская Респу́блика (араб. الجمهورية العراقية‎) — иракское государство, образованное в 1958 году в результате военного переворота 14 июля, в котором была свергнута Хашимитская монархия. К власти пришли Мухаммед Наджиб аль-Рубаи получивший пост президента и Абд аль-Керим Касем ставший премьер-министром, но имевший фактическую власть. В результате переворота Арабская Федерация была распущена, а королевство было преобразовано в республику, в государстве была установлена жёсткая военная диктатура. 8 февраля 1963 года режим Абд аль-Керима Касема был свергнут в результате нового военного переворота, а сам он публично казнён. В 1968 году в результате прихода к власти партии Баас закончился период существования Первой Иракской Республики и началась эпоха баасистского Ирака.

## Территория
Ирак восстановил контроль над территорией бывшего королевства Ирак, а Иордания вновь стала независимым образованием. Касим специально определил территориальные границы между севером и югом от самой высокой точки на севере и самой низкой точки на юге, обозначенной в популярном лозунге режима как «От Заху на севере до Кувейта на юге», Заху имеется в виду границу между Ираком и Турцией, существовавшая и сейчас. Правительство Касима в Ираке и его сторонники поддерживали курдский ирредентизм по отношению к тому, что они называли «Курдистаном, присоединенным к Ирану», подразумевая, что Ирак поддерживал объединение Иранского Курдистана с Иракским Курдистаном. Правительство Касима придерживалось ирредентистских притязаний на Хузестан. Оно предъявляло ирредентистские претензии на Кувейт, который в то время контролировался Великобританией вплоть до обретения независимости в 1961 году.

## Культура
Абд аль-Карим Касем продвигал гражданский иракский национализм, который признавал все этнические группы, такие как арабы, ассирийцы, курды и езиды, равными партнёрами в государстве, курдский язык был не только официально разрешён при правительстве Кассима, но курдская версия арабского алфавита была принята для использования государственными органами, а курдский язык стал преподаваться во всех учебных заведениях, как на курдских территориях, так и в остальной части Ирака. При Касеме иракская культурная идентичность, основанная на арабо-курдском братстве, подчёркивалась над этнической идентичностью, правительство Касема стремилось объединить курдский национализм с иракским национализмом и иракской культурой, заявив: «Ирак это не только арабское государство, но и арабо-курдское государство... Признание арабами курдского национализма ясно доказывает, что мы связаны в этой стране, что сначала мы иракцы, а потом арабы и курды». Правительство Касема и его сторонники поддерживали курдский ирредентизм по отношению к тому, что они называли «курдистаном, присоединенным к Ирану», подразумевая, что Ирак предъявлял ирредентистские претензии на территории Ирана, населённые курдами, которых он поддерживал. Про курдская политика правительства Касема, включая заявление обещающее «национальные права для курдов в рамках иракского единства», и открытые попытки Ирака убедить иранских курдов поддержать объединение с Ираком, привели к тому, что Иран ответил, заявив, что он поддерживает объединение всех курдов, проживающих в Ираке и Сирии, но исключительно под своим началом. Первоначальная политика Касема в отношении курдов была очень популярна среди курдов по всему Ближнему Востоку, которые в поддержку его политики называли Касема «лидером арабов и курдов».
Курдский лидер Мустафа Барзани во время своего союза с Касемом и после того, как тот предоставил ему право вернуться в Ирак из изгнания, навязанного бывшей монархией, заявил о поддержке курдского народа за то, что они являются гражданами Ирака, заявив в 1958 году: 
«От имени всех моих курдских братьев, которые долго боролись, я ещё раз поздравляю вас [Касема] и иракский народ, курдов и арабов, за славную революцию, положившую конец империализму, реакционной и коррумпированной монархической банде».
Барзани также поблагодарил Касема за то, что он позволил курдским беженцам вернуться в Ирак, и заявил о своей лояльности Ираку, сказав: «Ваше Превосходительство, лидер народа: я пользуюсь этой возможностью, чтобы выразить свою искреннюю признательность и признательность моих коллег-курдских беженцев в социалистических странах за то, что позволили нам вернуться в нашу любимую Родину и присоединиться к чести защищать великое дело нашего народа, дело защиты республики и её Родины».

## Экономика
При режиме Касема правительство Ирака в своих действиях и документах по экономике продвигало девять экономических принципов: (1) экономическое планирование в масштабах всей экономики; (2) ликвидация монополий и укрепление среднего класса; (3) освобождение экономики от империализма; (4) отмена системы землевладения; (5) налаживание торговли со всеми странами; (6) более тесные экономические связи с арабскими странами; (7) расширение государственного сектора; (8) поощрение частного сектора; и (9) усиленное увеличение темпов экономического роста.

## История (1958–1968 годы)

### Предшествующие перевороту события

#### Политические проблемы
Во время и после Второй мировой войны Великобритания оккупировала Ирак из-за пронацистского военного переворота, который произошёл в 1941 году, в ходе которого четыре иракских генерала-националиста при содействии немецкой разведки и военной помощи свергли регента Абд аль-Илаха и премьер-министра Нури аль-Саида и назначили Рашида Али премьер-министром Ирака. В конце концов Али был смещён британцами, а Абд аль-Илах и аль-Саид вернули власть. В 1947 году иракцы начали переговоры о выводе британских войск и, наконец, заключили 15 января 1948 года договор в Портсмуте, который предусматривал создание объединённого совета обороны Великобритании и Ирака, который курировал военное планирование Ирака и британский контроль над иностранными делами Ирака.

#### Региональное соперничество
Региональное соперничество сыграло огромную роль в революции 14 июля. Панарабские и арабские националистические настроения распространились на Ближнем Востоке и были усилены антиимпериалистическим переворотом устроенным Гамалем Абдель Насером в Египте. Во время и после Второй мировой войны королевство Ирак было домом для ряда арабских националистов. Которые считали хашимитскую монархию слишком зависимой от британских и западных игроков. Эти анти-хашимитские настроения выросли из политизированной системы образования в Ираке и все более напористой и образованной буржуазии. Премьер-министр Ирака Нури аль-Саид выражал заинтересованность в реализации идеи федерации арабских государств плодородного полумесяца и помог создать Арабскую федерацию Ирака и Иордании, но он сдерживал свой энтузиазм по поводу панарабского государства, продвигаемого Насером. Ирак вступил в Лигу арабских государств в 1944 году, аль-Саид рассматривал её как форум для объединения арабских государств, оставляя открытой дверь для возможной будущей федерации. Устав лиги закрепил принцип автономии каждого арабского государства и ссылался на панарабизм лишь риторически.

#### Экономическое состояние
Ирак оказался в весьма плачевном состоянии после Второй мировой войны, страдая от огромной инфляции и последующего резкого падения уровня жизни. Премьер-министр Нури аль-Саид и регент Абд аль-Илах постоянно конфликтовали между собой по вопросам экономической политики, вместо того чтобы сотрудничать в целях улучшения качества жизни для иракцев и снижения инфляции.

#### Социальные волнения
Образованная буржуазия Ирака начала увлекаться идеями панарабизма. В офицерском корпусе иракских вооружённых сил начал укореняться панарабизм. Политика аль-Саида не нравилась некоторым офицерам в иракской армии, из-за чего начали формироваться подпольные группы по образцу египетского движения «Свободные офицеры», которое свергло египетскую монархию в 1952 году.

### Революция 14 июля
14 июля 1958 года подпольная военная группировка, называвшаяся по примеру Египта «Свободные офицеры», возглавляемая генералом Абд аль-Керимом Касемом, свергла монархию. Эта группа носила явно панарабский характер, за исключением Абд аль-Керима Касема, который был иракским националистом, что впоследствии повредило его отношениям с коллегами. Малик Ирака Фейсал II, регент Абд аль-Илах и премьер-министр Нури аль-Саид были жестоко убиты.

### Внутренние реформы
Революция привела к власти Мухаммеда Наджиба ар-Рубаи и Абд аль-Керима Касема. Режим Касема осуществил ряд внутренних изменений в иракском обществе.

### Восстание в Мосуле
Оппозиция Касему со стороны арабских националистических сил в армии переросло в восстание в Мосуле 1959 года, которое стало попыткой государственного переворота, начатого при поддержке Объединённой Арабской Республики. Несмотря на поддержку местных арабских племён, руководство переворота в Мосуле потерпело поражение в течение нескольких дней от оставшихся верных военных частей иракской армии, поддержанных Иракской коммунистической партией и местными курдскими племенами. После провала переворота Мосул на нескольких дней стал местом для беспрецедентного насилия, поскольку все группировки занимались сведением счётов, используя хаос после переворота в качестве дымовой завесы, что привело к тысячам смертей.
Использование Касемом Коммунистической партии для подавления восстания и их растущая сила внутри Ирака убедили партию Баас в том, что единственный способ остановить коммунистов это свергнуть Касема.

### Рамадановая революция

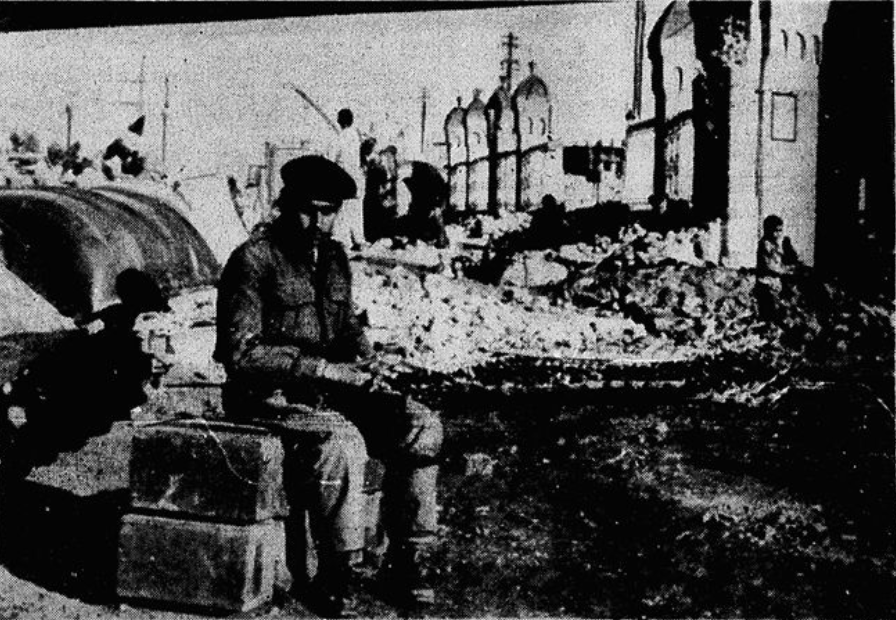
Солдат в развалинах Министерства обороны после Рамадановой революции.

8 февраля 1963 года Касем был свергнут в результате государственного переворота, возглавляемого Арабской социалистической партией Баас Ирака и симпатизирующими арабскими националистическими группами в иракских вооружённых силах. Касем был непопулярен в партии Баас и среди арабских националистов в основном из-за его ориентации на иракский национализм, в отличие от панарабизма, а также потому, что его считали слишком близким к Иракской коммунистической партии, к которой обе группы относились с глубоким подозрением. Конфликт между Касемом и некоторыми офицерами иракской армии заставил их с пониманием отнестись к идее государственного переворота.
После свержения и казни Касема члены партии Баас начали охоту на коммунистов от дома к дому. Общее число погибших в результате коммунистической чистки и государственного переворота составило около 5000 человек.

### Восстание Ар-Рашида
Хотя Коммунистическая партия Ирака была значительно ослаблена чистками, последовавшими за переворотом 1963 года, всё ещё существовали очаги поддержки партии, особенно в Багдаде, где размещались некоторые из наиболее воинственных партийных ячеек. В конце концов был разработан план, который был приведён в действие 3 июля 1963 года. План предусматривал объединение 2000 членов партии и солдат революционеров, чтобы взять под контроль военную базу ар-Рашид в Багдаде, где содержались 1000 сторонников Касема и коммунистов, полагая, что освобождённые бывшие офицеры смогут обеспечить руководство и побудить другие армейские части по всему Ираку присоединиться к мятежу. Участники переворота столкнулсяись с неожиданно сильным сопротивлением со стороны тюремных охранников на базе, что помешало им освободить офицеров и распространить восстание. База была окружена силами национальной гвардии партии Баас, и переворот был подавлен.

### Насеровский переворот
Разногласия между лидерами Баас, а также теми кто выступал «за» и «против» Насера и конфликт между правыми и левыми панарабистами вскоре создали новую политическую нестабильность. В ноябре 1963 года насеристские элементы в правительстве и иракские вооружённые силы свергли правительство баасистов в результате государственного переворота. Партия Баас была запрещена вместе со всеми другими политическими партиями в Ираке, а насеристский Арабский социалистический союз Ирака был объявлен единственной легальной партией.
После переворота президент Абдул Салам Ареф сформировал новый кабинет министров, в основном состоящий из технократов и офицеров армии насеристов. Все банки и более тридцати крупных иракских предприятий были национализированы. Ареф предпринял эти меры в попытке сблизить Ирак с Египтом, чтобы способствовать укреплению единства, 20 декабря были объявлены планы по объединению стран; несмотря на это, в июле 1965 года министры-насеристы подали в отставку.

### Второй переворот баасистов
Салам Ареф погиб в авиакатастрофе 13 апреля 1966 года при неясных обстоятельствах, его сменил младший брат Абдул Рахман Ареф. Умеренный Рахман сформировал новый кабинет министров во главе с Абд ар-Рахманом аль-Баззазом, который остановил национализацию и улучшил отношения с США. Эти позиции раздражали армию и радикальных панарабистов, которые рассматривали это как предательство принципов очередной «революции».
17 июля 1968 года партия Баас при поддержке армии свергла Рахмана Арефа в результате государственного переворота и изгнала того в Турцию. Лидер баасистов Ахмед Хасан аль-Бакр был объявлен новым президентом Ирака; аль-Бакр запретил Арабский социалистический союз и объявил Арабскую социалистическую партию Баас единственной законной партией страны, положив начало правлению Баас в Ираке.